# Tempelgrab (Knossos)

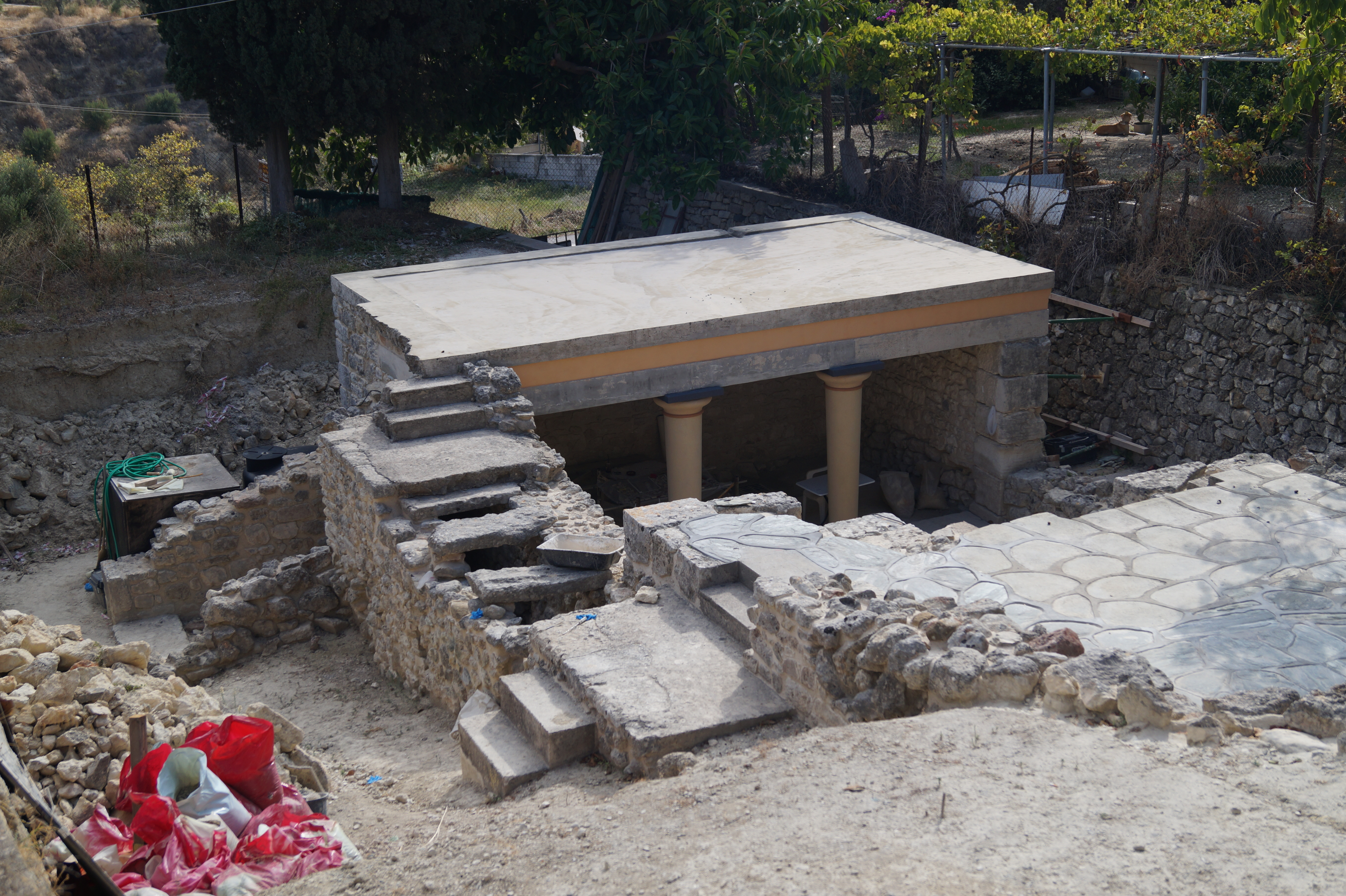
Pavillon des Tempelgrabs

Tempelgrab (griechisch Βασιλικός Τάφος και Ιερό, englisch (Royal) Temple Tomb) wird ein Grab, das 600 m südlich des Palastes von Knossos liegt, genannt. Es wurde 1931 von dem englischen Archäologen Arthur Evans entdeckt.

## Beschreibung

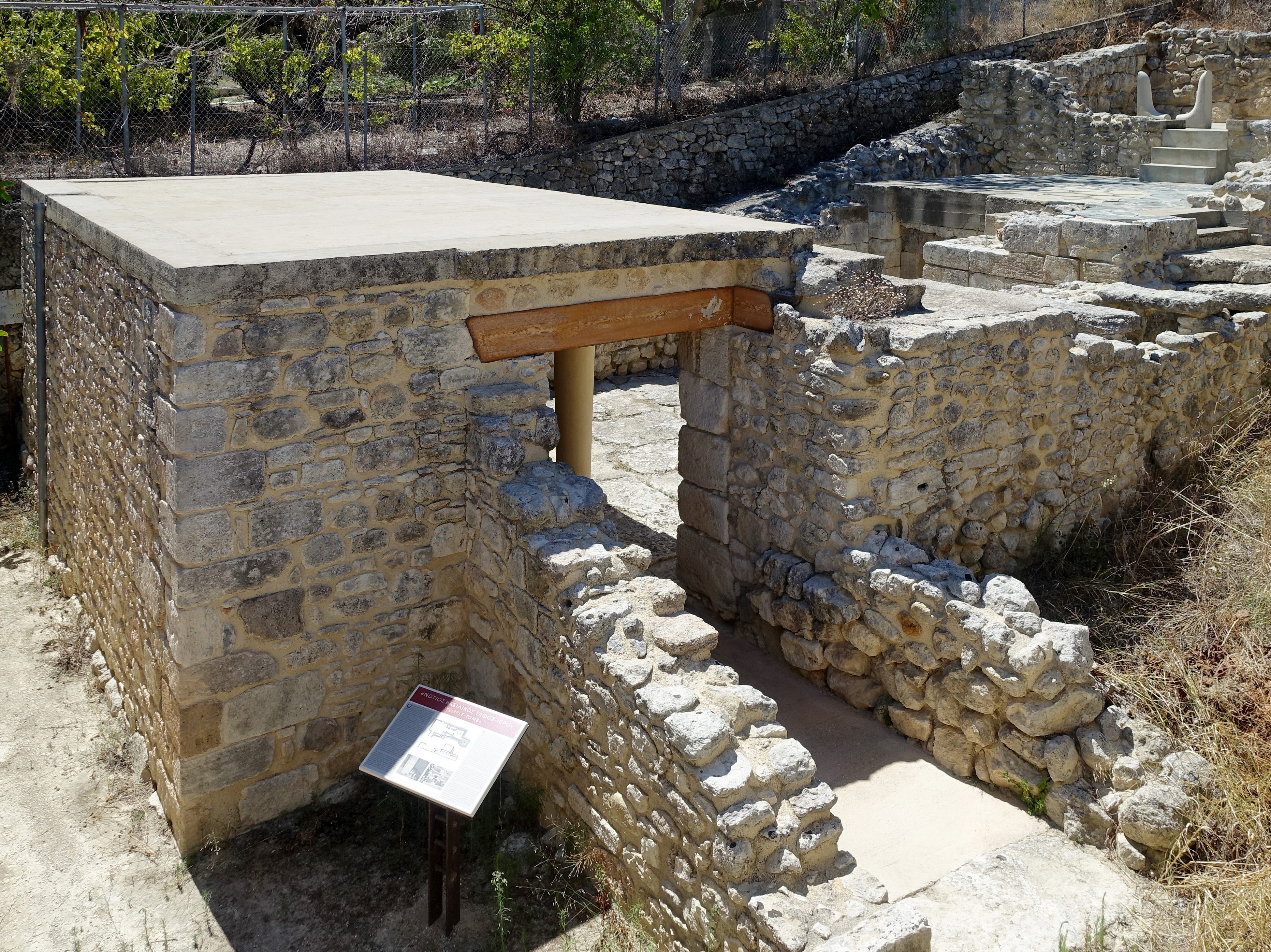
Nördlicher Grabeingang

Das Grab ist in den Osthang eines Hügels gegraben. Während der Ostteil des Grabes ebenerdig liegt, steigt der Hügel in westlicher Richtung an, so dass sich die Pfeilergruft und die Grabkammer unterirdisch befinden. Das Grab betrat man von Norden durch eine etwa 1,80 m breite und etwa 4 m lange überdachte Eingangspassage. Man gelangte zunächst in einen etwa 7 m langen und 3,50 m breiten Pavillon, der sich nach Westen in einen kleinen gepflasterten Innenhof öffnete. Vom Innenhof gelangte man weiter westlich durch einen Eingangsbereich in die etwa 4 m lange und 2 m breite innere Halle.
Durch einen Durchgang im Westen gelangte man in die etwa 6 m lange Pfeilergruft. Die Decke der Pfeilergruft wurde von zwei 0,50 m dicken quadratischen Säulen getragen. Auf diesen ruhten in nordsüdlicher Ausrichtung jeweils genauso dicke Balken aus Zypressenholz. Im rechten Winkel zu diesen Balken lagen sieben dünnere rechteckige Balken. Die Decke bestand aus dicht nebeneinander liegenden runden Balken. Während die Südwand der Pfeilergruft der allgemeinen Ausrichtung des Grabes folgte und die Nordwand etwas nach Norden abwich, nahm die Breite der Pfeilergruft von Ost nach West von etwa 4 m auf 5 m zu. In der nordwestlichen Ecke der Gruft gelangte man durch eine Passage in die etwa 4 m mal 4 m große Grabkammer. Im Gegensatz zu den übrigen Räumen war die Grabkammer in den anstehenden Fels geschlagen. In der Mitte der Grabkammer hatte man sicherheitshalber eine monolithische Säule aufgestellt, auf der ein mächtiges Kreuz aus Holzbalken ruhte und die Kammerdecke abstützen sollte. Die Holzbalken hatten einen quadratischen Querschnitt von 0,80 m mal 0,80 m. Der Boden und die Wände waren mit Steinplatten verblendet und die Decke mit blauer Farbe bemalt.

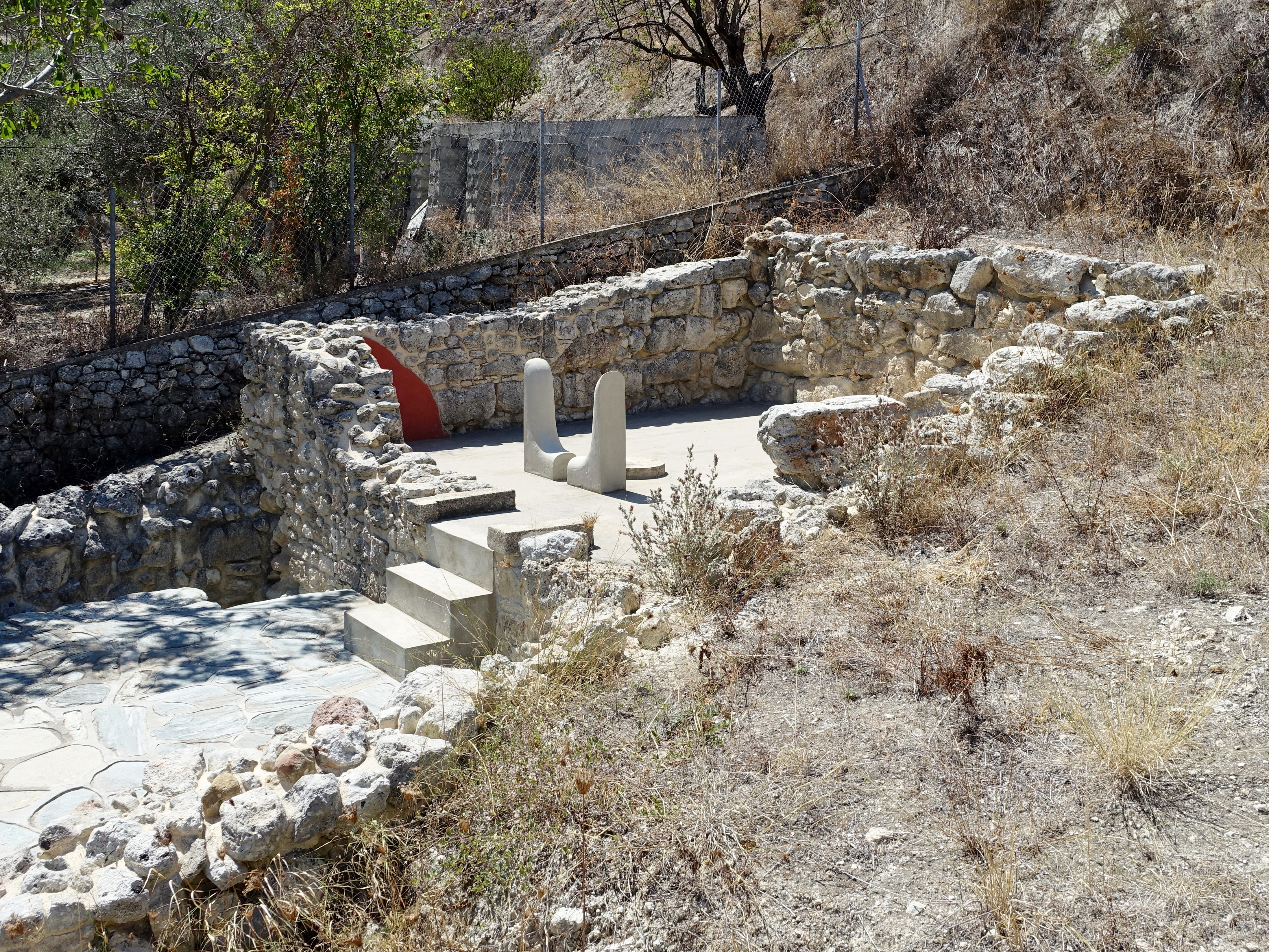
Säulenheiligtum des Tempelgrabs

Von der inneren Halle zweigte südlich ein weiterer Durchgang in ein Treppenhaus ab. Über die Treppe gelangte man auf eine Terrasse, die über der inneren Halle lag und mit Schieferplatten gepflastert war. Nach Westen gelangte man durch eine Tür in das sogenannte Säulenheiligtum. Es lag genau über der Pfeilergruft und hatte die gleiche Größe. Das Dach des Heiligtums wurde von runden Holzsäulen, die sich genau über den Pfeilern des darunter liegenden Raumes befanden, getragen. Man fand Kulthörner, die aus diesem Heiligtum stammten. Der untere Teil der Wände war mit Stuck überzogen und rot bemalt. Arthur Evans vermutete, dass der obere Teil der Wand mit einem Fries verziert war und eine Darstellung zeigte, die mit der hier verehrten Göttin als Herrin des Meeres in Verbindung stand.
Es gab noch eine Außentreppe, über die man das Heiligtum und die Terrasse über dem Pavillon erreichen konnte, ohne das Grab zu betreten.

## Ausgrabung

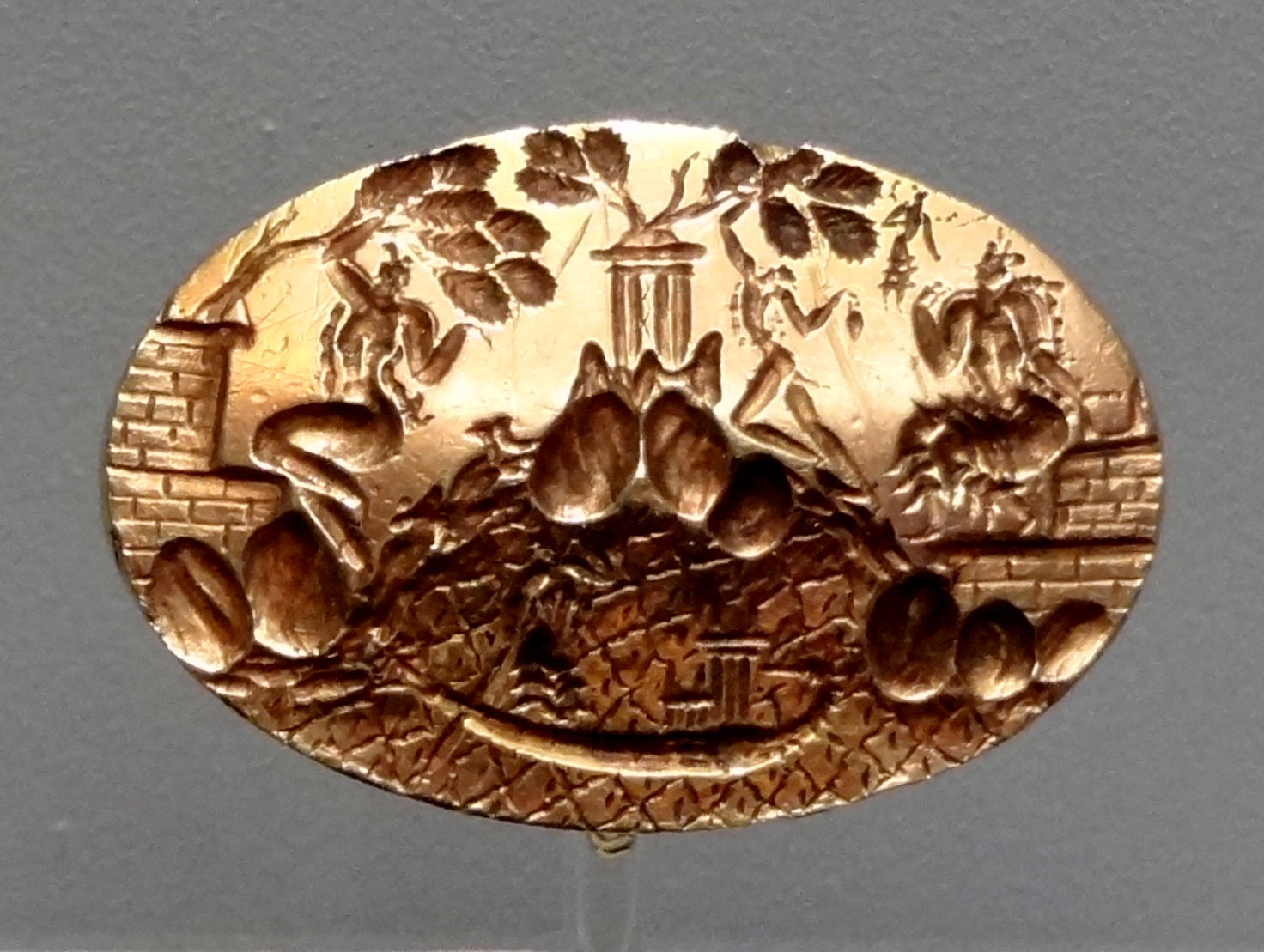
„Ring des Minos“

1928 fand man 45 Meter nordwestlich des Grabes einen goldenen Siegelring, den sogenannten Ring des Minos. Arthur Evans untersuchte den Fundort näher und vermutete, dass der Ring von Grabräubern hierher gebracht worden war und aus einem nahe gelegenen königlichen Grab stammen müsse.
1931 fand ein Winzer in seinem Weinberg mehrere größere Steinblöcke und unterrichtete Evans davon. Bei Ausgrabungen stieß er zunächst auf die Mauern des Säulenheiligtums und der Pfeilergruft. Da er Schwierigkeiten hatte, die Grabkammer durch den kleinen Eingang freizulegen, entschloss er sich von oben einen Schacht durch den Fels zu graben. Piet de Jong fertigte von der Grabkammer Rekonstruktionszeichnungen an und Evans rekonstruierte das Grab teilweise.
Anhand von Einritzungen von Doppeläxten auf Steinblöcken der Pfeilergruft und Keramikgefäßen aus der Grabkammer datierte Evans das Grab ans Ende der Mittelminoischen Zeit. Er vermutete, dass Priesterkönige aus dem knossischen Palastsanktuar hier begraben wurden. Man vermutet, dass das Grab von Mittelminoisch III B bis Spätminoisch II als Grabstätte genutzt wurde.

## Benennung
Diodor berichtete, dass, als Minos in Sizilien starb, seine Kameraden in Herakleia Minoa ein zweistöckiges Grab errichteten. In der unterirdischen Kammer setzte man den Leichnam bei. Im oberen Stockwerk richtete man einen Aphrodite-Tempel ein. Die zweistöckige Bauweise des Grabs erinnerte Evans sofort an die Beschreibung Diodors und er nannte es deshalb Tempelgrab.